# Geobiologie
Geobiologie ist eine interdisziplinäre Forschungsrichtung, die die Methodiken der Geowissenschaften i. w. S. und der Biologie miteinander verknüpft, um Wechselwirkungen zwischen Biosphäre einerseits und Lithosphäre, Erdatmosphäre und Hydrosphäre andererseits zu erkunden. Ziel ist ein ganzheitliches Bild des Systems Erde und dessen Entwicklung in Raum und Zeit. Der holistische Ansatz der Geobiologie liegt in dem Versuch, komplexe Probleme, die über die Inhalte, Methoden und Zielstellungen einzelner bio- oder geowissenschaftlicher Subdisziplinen hinausgehen, zu lösen.
Während die Geowissenschaften Kenntnisse über die Erdgeschichte, über fossile Lebewelten, über endogene und exogene Dynamik, über Plattentektonik, über die Bildungsbedingungen, physikalischen und chemischen Eigenschaften von Mineralen und Gesteinen in das gemeinsame Forschungsgebiet einbringen, untersucht die Biologie die Biosphäre und ihren Untereinheiten wie Ökosystemen, Populationen, Individuen, Gene usw. Sie gibt einen Einblick in die Dynamik und Funktionsweise rezenter lebender Systeme.

## Forschungsgebiete
Ein Schwerpunktthema der Geobiologie liegt in der Geomikrobiologie, die die Interaktion zwischen Bakterien und Mineralen/Gesteinen als Substrat untersucht. Weitere Forschungsthemen sind die Entstehung des Lebens, die Vorbedingungen für Leben auf planetaren Welten, Leben unter extremen Umweltbedingungen (z. B. an hydrothermalen Schloten) sowie die "Koevolution" von Lebewesen und abiotischer Erde, die zum Anstieg in der Komplexität und Diversität lebender Systeme bis hin zur Entwicklung des Menschen und seiner Kultur führte. In diesen Fragestellungen zeigt sich die Verwandtschaft zur Astrobiologie, die jedoch noch auf andere Naturwissenschaften wie Astronomie und Planetologie als Grundlage zurückgreift.
Unter anderem folgende Disziplinen der Geowissenschaften i. w. S. und der Biologie haben Anteil an geobiologischer Forschung: Paläontologie und Palökologie, Biogeographie und Paläobiogeographie, Klimatologie und Paläoklimatologie, Biogeomorphologie, Pedologie, Landschaftsökologie und Geoökologie, Biogeochemie, Geomikrobiologie, Physiologie und Genetik.

## Geobiologie im engeren Sinne
'Geobiologie' bezeichnet auch eine biologische Forschungsrichtung, die sich mit der Verbreitung und räumlichen Anordnung der Lebewesen und Lebensgemeinschaften in Abhängigkeit von ihrer Konstitution und Umwelt befasst.
Die Geobiologie i. e. S. kann in zwei Teildisziplinen eingeteilt werden: Geobotanik und Geozoologie. Sie steht außerdem in enger Verbindung zur Biogeographie, einer Teildisziplin der Geographie. Die Kompetenzgebiete beider Wissenschaften weisen eine große Ähnlichkeit auf.
Arbeitsrichtungen der Geobiologie i. e. S. sind:
- die Arealkunde, die sich mit der Verbreitung von Tier- und Pflanzengemeinschaften befasst. Als Arbeitsmethoden stehen die Arealdiagnose sowie die Florenanalyse zur Verfügung.
- die Tier- und Pflanzenökologie, die sich mit der Beziehung der Tiere und Pflanzen untereinander und den Wechselwirkungen der Lebewesen mit ihrem Lebensraum beschäftigt. Als Arbeitsmethoden stehen die Standortanalyse, die Ökosystemmodellierung, die Stoffbilanzierung sowie das Biomonitoring zur Verfügung.
- die Paläobiogeographie. Sie hat die erdgeschichtlichen Ursachen für die Entstehung und Verbreitung der Tiere und Pflanzen als Untersuchungsgegenstand. Als Arbeitsmethoden stehen u. a. die Radiokohlenstoffdatierung (auch C14-Methode genannt), die Pollenanalyse sowie die Dendrochronologie zur Verfügung.
- die Biozönologie, die sich mit der Bildung und Verbreitung von Tier- und Pflanzengemeinschaften befasst. Als Arbeitsmethoden stehen Pflanzensoziologische Aufnahmen, Sukzessionsanalysen und Vegetationskartierungen zur Verfügung.